# Микита Печерський
Микита Затворник (пом. 31 січня 1108, Новгород) — єпископ Новгородський. Вважається Російською церквою в лику святителя.
Пам'ятні дні: 31 січня, 30 квітня — набуття мощей, і 14 травня.

## Життєпис
Родом киянин. У ранньому віці прийняв чернечий постриг в Києво-Печерському монастирі та, незважаючи на заперечення ігумена Никона, пішов в затвор. Києво-Печерський патерик повідомляє, що він був повалений спокусою від диявола і не витримав її:

…і спокусив його диявол. … став перед ним біс в образі ангела. Пав ниць, вклонився йому чернець, як ангелу. І сказав йому біс: «Ти не молися, а тільки читай книги, і таким шляхом будеш розмовляти з Богом, і з книг станеш подавати корисне слово тим хто буде приходити до тебе. Я ж постійно буду благати про твій порятунок Творця свого». Спокусившись, монах перестав молитися, а старанно займався читанням і книжковою премудрістю; та бачивши, що біс, постійно молиться про нього, радів йому, як ангелові, що творить молитву за нього.
— Киево-Печерский патерик
Киево-Печерский патерик Микита став пророкувати, знав напам'ять усі книги Старого Завіту, але відмовлявся вивчати Євангеліє. Слава про нього досягла київського князя Ізяслава, якому він повідомив про вбивство князя Гліба Святославича і порадив послати його сина Святополка в Новгород на князювання. Ігумен Никон разом з іншими монахами молитвами вигнали біса. Микита, відповідаючи на питання братії, клявся що не читав ніколи книг, які він раніше цитував і навіть перестав розуміти абетку, і його знову навчили грамоти. Після цього, за повідомленням патерика, Микита віддався «стриманості, і слухняності, і чистому і смиренному житію, так що всіх перевершив в чесноти».
У 1096 році Микита був зведений митрополитом Київським Єфремом в єпископський сан і призначений на новгородську кафедру; в «Розписі, або короткому літописці Новгородських владик» Микита називається шостим Новгородським єпископом. За час єпископства Микити було побудовано кілька храмів (Спасо-Преображенський храм на вулиці Ільїна (перебудований в 1374 році), Благовіщенський храм на Городищі, дерев'яний храм Різдва Пресвятої Богородиці в Антонієвому монастирі). Літописи також повідомляють про прижиттєві чудеса єпископа Микити (зупинив пожежа, звів дощ).

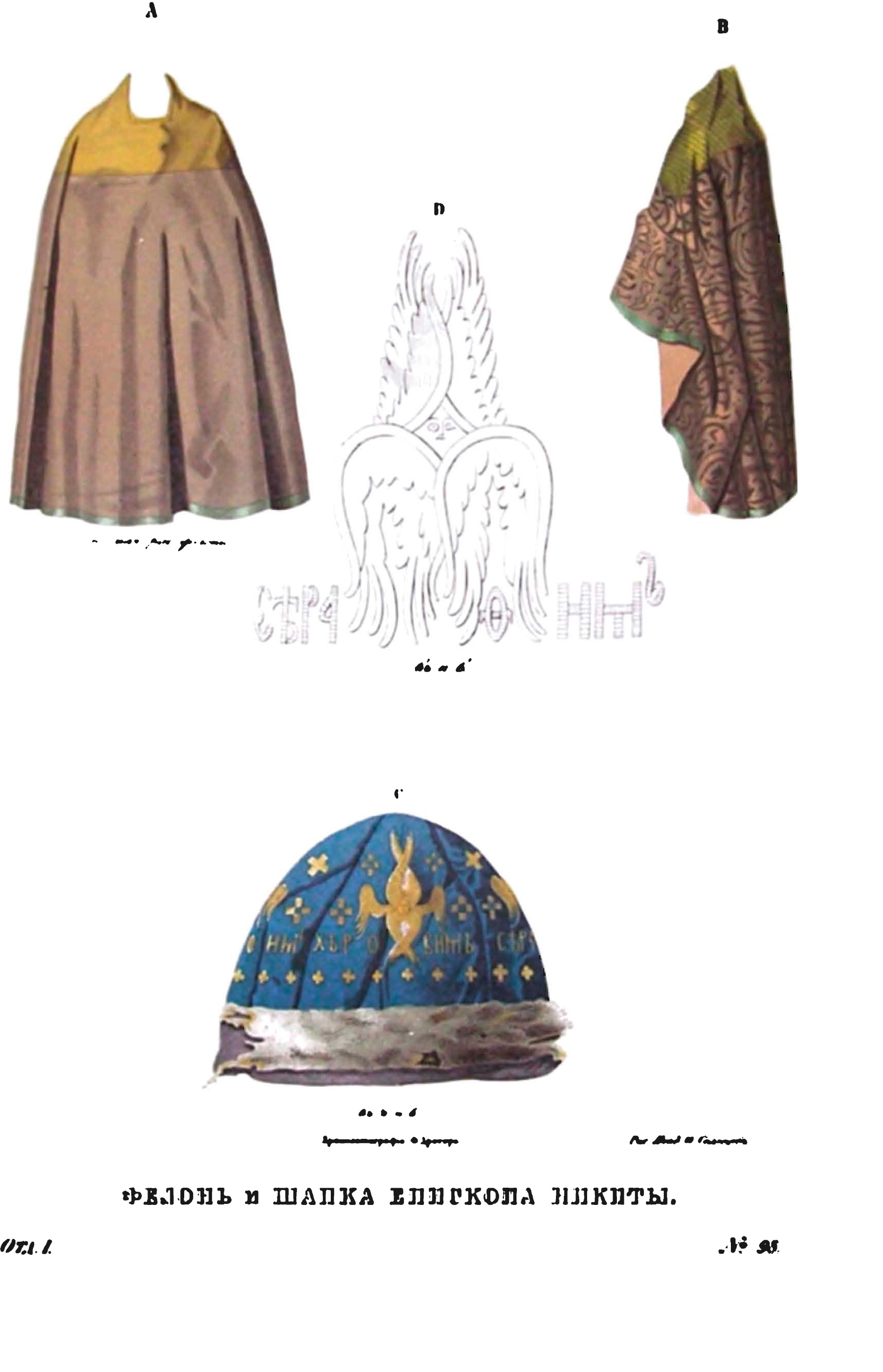
Фелонь і шапка єпископа Микити (на малюнку Солнцева)

Микита помер в 1108 році і був похований в Новгородському Софійському соборі. У 1547 році на першому Макаріївському соборі він був канонізований для загальноцерковного шанування. 30 квітня 1558 року архієпископом Пименом були знайдені мощі Микити, оголошені нетлінними. Ф. Г. Сонцев в своїх «Давностях…» казав:

При відкритті св. мощей його в 1550 р знайдено на ньому вбрання, що збереглося нетлінним в могилі, де воно лежало 450 років. Все вбрання складається з фелони, єпитрахилі, поручів, палиці, штофних коричневого кольору, гарусний пояса, омофора з білого люстрину, з синьою гродетуровой (з щільної тафти) шапочки, опушеної горностаєвим хутром; на ній вишиті золотом хрести і серафими зі словами Серафим'. Така шапочка служила митрою. До цієї єпископської начиння XI ст. належить архієрейський посох, про якого нижче буде сказано, і залізні вериги вагою в 20 ф., знайдені на мощах ієрарха. У день відкриття нетлінних його останків принесена була новгородцями до гробу його залізна лампада, що зберігається в ризниці, з круговою прорізний написом: "Свtча великого Новгорода всtх' православних' хрестьян', поставлена новому чудотворцю Никитt Вь лtто / — зk's, Апрtля Вь л` день, при Архїепїскопе Пимене "

У 1956 році мощі Микити були перенесені єпископом Сергієм (Голубцов) з Софійського собору в Нікольський собор, а в 1962 році — в храм в ім'я апостола Пилипа. У 1993 році мощі святителя Микити були повернуті в Софійський собор.